# Joseph-Marie Vien
Joseph-Marie Vien (ur. 18 czerwca 1716 w Montpellier, zm. 27 marca 1809) – francuski malarz, rysownik i grafik, prekursor neoklasycyzmu.
Był uczniem Charlesa-Josepha Natoire’a, w 1745 zdobył nagrodę Grand Prix de Rome i wyjechał na trzyletnie stypendium do Rzymu.
W 1754 został przyjęty do Królewskiej Akademii Malarstwa i Rzeźby, gdzie prowadził własną pracownię i pracował jako pedagog. W latach 1775–1781 był dyrektorem Académie de France w Rzymie. Jest uważany za ojca neoklasycyzmu, za zasługi dla sztuki Bonaparte mianował go w 1799 senatorem. Pochowany jest w Panteonie w Paryżu.
Vien malował najchętniej alegorie inspirowane mitologią. Jego prace nawiązywały początkowo do rokoko a później do klasycyzmu. Wśród licznych uczniów artysty najwybitniejszymi okazali się Jacques-Louis David, François-André Vincent i Jean-Baptiste Regnault. Jego żona Marie-Thérèse Reboul (1728-1805) sama była członkiem Akademii, a ich syn Marie Joseph (ur. 1761) również został malarzem.

## Wybrane prace
- Hermite endormi (1753)
- Dédale dans le Labyrinthe attachant les ailes à Icare (1754)
- La Douce Mélancolie (1756)
- Saint Denis préchant (1767)
- Grecque au bain (1767)
- La Marchande d’amours (1763)
- Toilette d’une jeune mariée dans le costume antique
- Une Femme qui sort des bains (1763)
- Jeunes grecques parant de fleurs l’Amour endormi (1773)
- Les adieux d’Hector et d’Andromaque (1786)

### Galeria

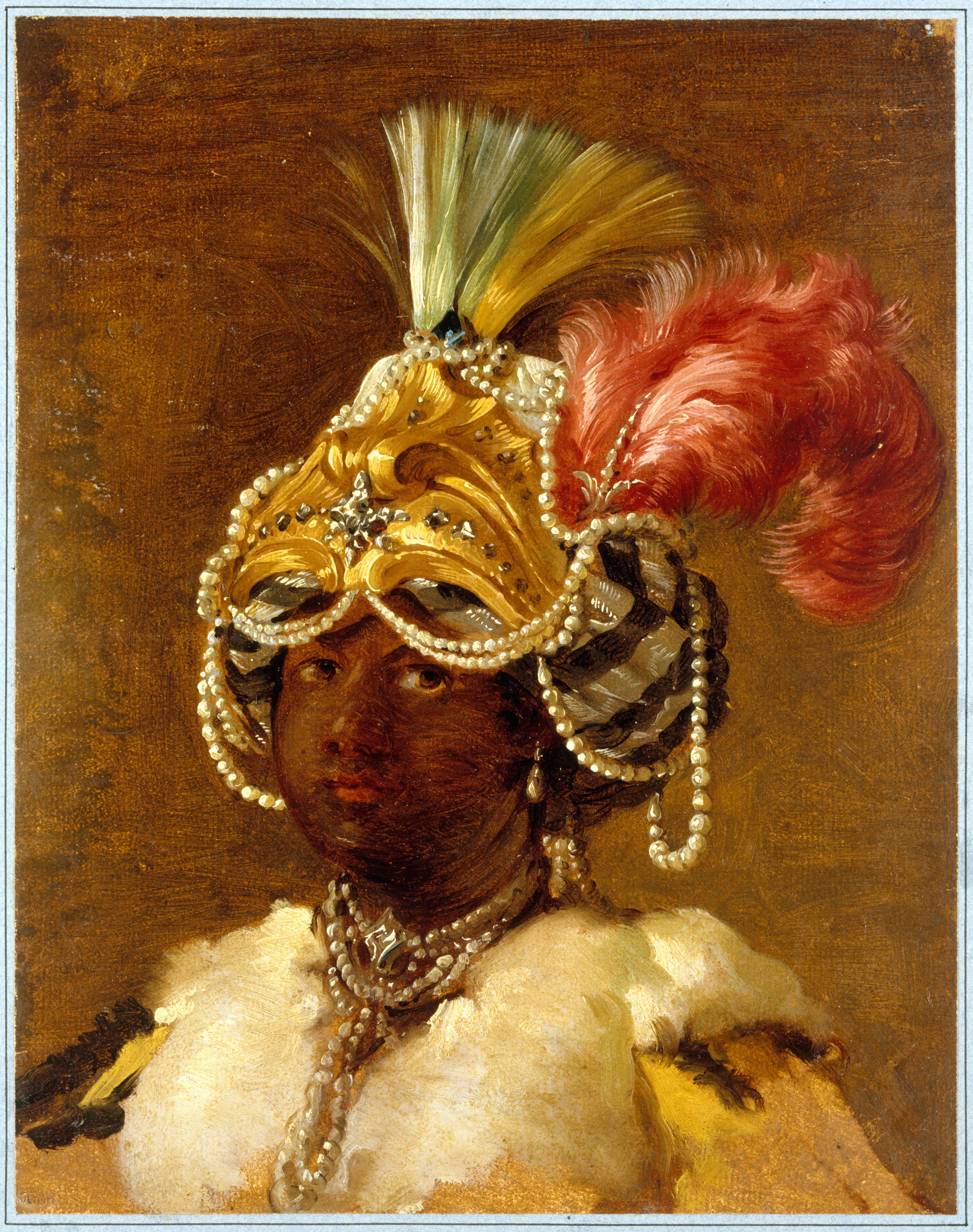
Le Sultan noir (1748)
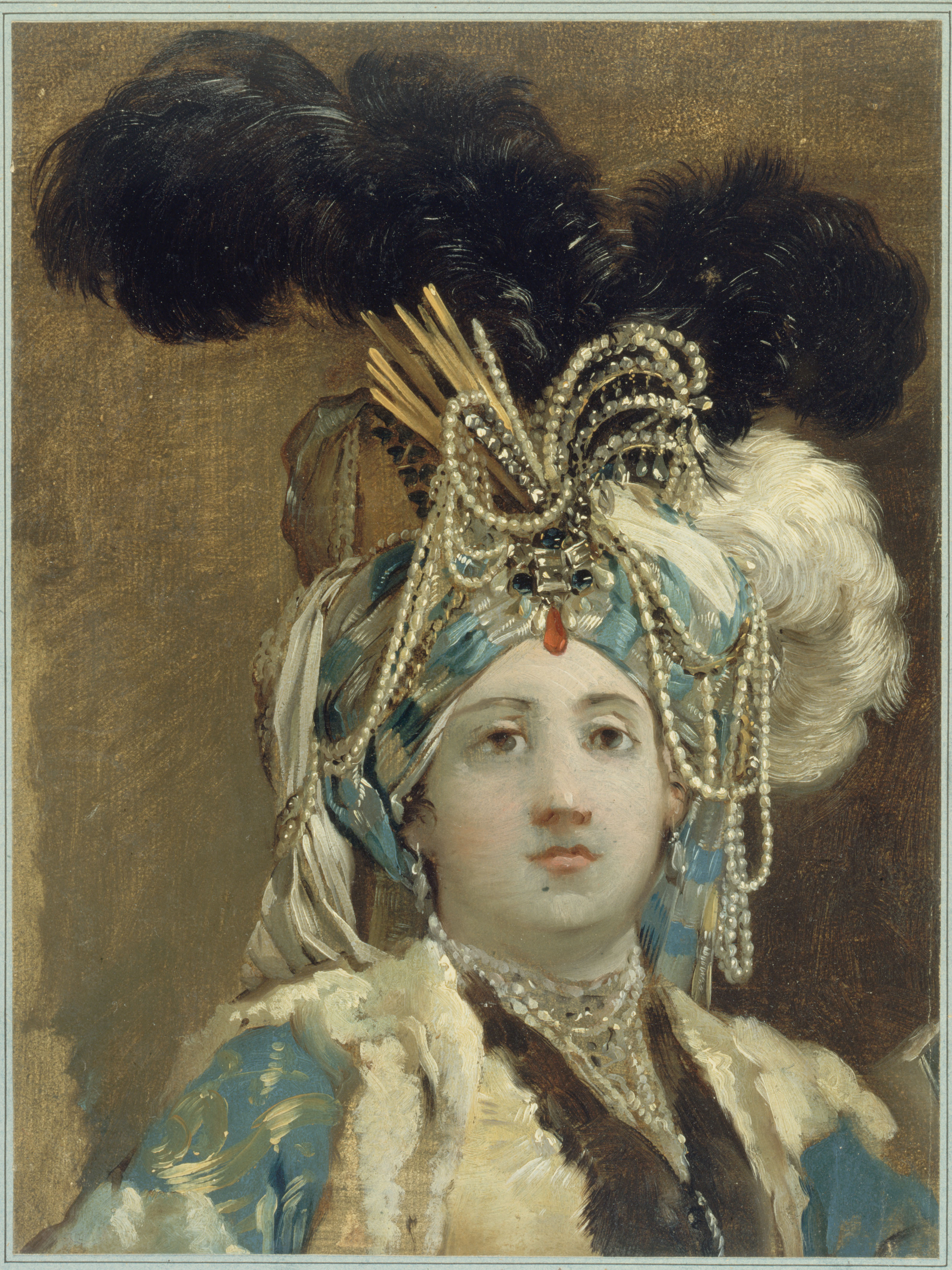
La Sultane reine (1748)
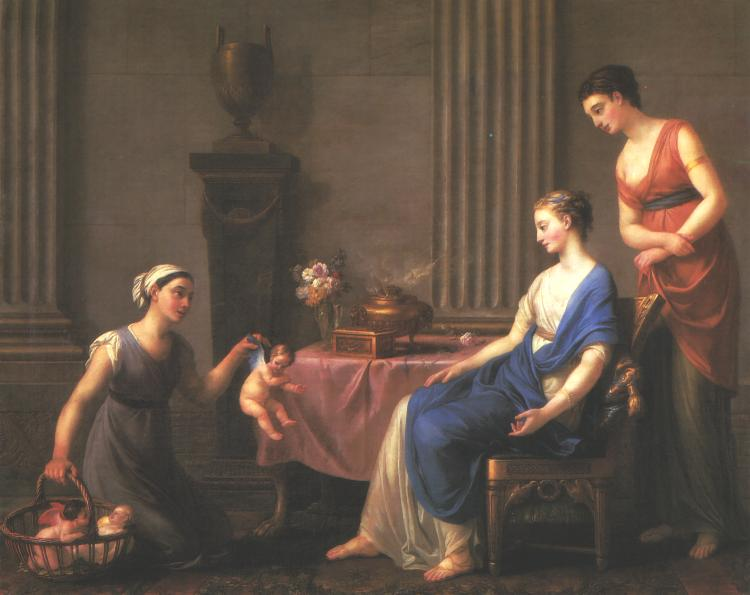
La Marchande d’amours (1769)